# Copa del Rey 1920
Die Copa del Rey 1920 war die 18. Austragung des spanischen Fußballpokals.
Der Wettbewerb startete am 28. März und endete mit dem Finale am 2. Mai 1920 im Estadio Municipal El Molinón in Gijón. Titelverteidiger des Pokalwettbewerbes war Arenas Club. Den Titel gewann der FC Barcelona durch einen 2:0-Erfolg im Finale gegen Athletic Bilbao.

## Teilnehmer
| Regionalbewerb         | Meister                 |
| ---------------------- | ----------------------- |
| Andalusien             | FC Sevilla              |
| Asturien               | Sporting Gijón          |
| Bizkaia                | Athletic Bilbao         |
| Galicien               | Real Vigo Sporting Club |
| Gipuzkoa               | Real Unión              |
| Campionat de Catalunya | FC Barcelona            |
| Levante                | –                       |
| Campeonato Centro      | Madrid FC               |

Konnten die im Viertel- bzw. Halbfinale aufeinandertreffenden Mannschaften jeweils eines der Spiele gewinnen, wurde nicht das Torverhältnis zur Bestimmung des Siegers herangezogen, sondern ein Entscheidungsspiel ausgetragen.

## Viertelfinale
Die Hinspiele wurden am 28. März, die Rückspiele am 4. April 1920 ausgetragen.
|                |   |                    | Hinspiel | Rückspiel |
| -------------- | - | ------------------ | -------- | --------- |
| Madrid FC      |   | Athletic Bilbao    | 1:1      | 1:4       |
| Sporting Gijón |   | Real Vigo Sporting | 0:0      | 1:4       |
| FC Barcelona   | 1 | FC Sevilla         |          |           |
| Real Unión     |   | Freilos            |          |           |

## Halbfinale
Hin- und Rückspiel der ersten Gegner wurden am 28. März und am 4. April 1920 ausgetragen, Hin- und Rückspiel der zweiten am 11. und 18. April 1920.
|                 |  |                    | Hinspiel | Rückspiel |
| --------------- |  | ------------------ | -------- | --------- |
| Real Unión      |  | FC Barcelona       | 0:1      | 4:4       |
| Athletic Bilbao |  | Real Vigo Sporting | 2:1      | 1:0       |

## Finale
| FC Barcelona                            | FC Barcelona | Athletic Bilbao | Athletic Bilbao |
| --------------------------------------- | --- | --- | --------------- |
| FC Barcelona                            | \| Endspiel \| \| 2. Mai 1920 in Gijón (El Molinón) \| \| Ergebnis: 2:0 (0:0) \| \| Zuschauer: 10.000 \| \| Schiedsrichter: Bertrán de Lis (Madrid) \| \| Spielbericht \|                                             | \| Endspiel \| \| 2. Mai 1920 in Gijón (El Molinón) \| \| Ergebnis: 2:0 (0:0) \| \| Zuschauer: 10.000 \| \| Schiedsrichter: Bertrán de Lis (Madrid) \| \| Spielbericht \| | Athletic Bilbao |
| FC Barcelona                            | Ricardo Zamora – Josep Coma, Carles Galícia – Josep Samitier, Agustín Sancho, Ramón Torralba – Francesc Vinyals, Félix Sesúmaga, Vicente Martínez, Paulino Alcántara, M. Plaza Cheftrainer: Jack Greenwell ( England) | Juan José Amann – Luis Hurtado, Domingo Gómez-Acedo – Sabino, Belauste III, Jesús Eguiluz – Sena, Pichichi, Belauste I, José María Laca, Germán Cheftrainer: –            | Athletic Bilbao |
| FC Barcelona                            | 1:0 Martínez (70.) 2:0 Alcántara (80.) | | Athletic Bilbao |
| Endspiel                                | | |                 |
| 2. Mai 1920 in Gijón (El Molinón)       | | |                 |
| Ergebnis: 2:0 (0:0)                     | | |                 |
| Zuschauer: 10.000                       | | |                 |
| Schiedsrichter: Bertrán de Lis (Madrid) | | |                 |
| Spielbericht                            | | |                 |

Durch den Finalsieg gegen den damaligen Rekordsieger Athletic Bilbao (7 Titel) gewann der FC Barcelona seinen vierten spanischen Pokal und schloss damit zum Vize-Rekordsieger Madrid FC (5 Titel) auf, der im Viertelfinale ausgeschieden war.

## Siegermannschaft
(in Klammern sind die Tore angegeben)
| 1.                      | FC Barcelona |
| ----------------------- | --- |
| Wappen des FC Barcelona | - Tor: Ricardo Zamora - Abwehr: Josep Coma, Carles Galícia - Mittelfeld: Josep Samitier, Agustín Sancho, Ramón Torralba - Sturm: Paulino Alcántara (2), Vicente Martínez (1), M. Plaza, Félix Sesúmaga (1), Francesc Vinyals (3) - Trainer: Jack Greenwell |

## Torschützen
| Pl. | Nat.      | Spieler           | Verein             | Tore |
| --- | --------- | ----------------- | ------------------ | ---- |
| 1   | Spanier   | José Mari         | Athletic Bilbao    | 6    |
| 2   | Spanier   | Francesc Vinyals  | FC Barcelona       | 3    |
| 3   | Filippino | Paulino Alcántara | FC Barcelona       | 2    |
| 3   | Spanier   | Álvarez           | Real Vigo Sporting | 2    |
| 3   | Spanier   | Germán            | Athletic Bilbao    | 2    |
| 3   | Spanier   | Moncho            | Real Vigo Sporting | 2    |
| 7   | Spanier   | Agustín Amántegui | Real Unión         | 1    |
| 7   | Spanier   | Dimas             | Real Vigo Sporting | 1    |
| 7   | Spanier   | Echeveste         | Real Unión         | 1    |
| 7   | Spanier   | Román Emery       | Real Unión         | 1    |
| 7   | Spanier   | González          | Madrid FC          | 1    |
| 7   | Spanier   | Vicente Martínez  | FC Barcelona       | 1    |
| 7   | Spanier   | Meana             | Sporting Gijón     | 1    |
| 7   | Spanier   | Juanito Monjardín | Madrid FC          | 1    |
| 7   | Franzose  | René Petit        | Real Unión         | 1    |
| 7   | Spanier   | Félix Sesúmaga    | FC Barcelona       | 1    |